# 台湾アダルト博覧会
台湾アダルト博覧会（たいわんアダルトはくらんかい、台灣成人博覽會、Taiwan Adult Expo、TAE）は、台湾で毎年開催されるアダルトメディアの祭典。

## 趣旨
「皆が性を自由に堂々と楽しめる」を趣旨に企画されており、参加者は約2万人を数える。AV女優、男優が出席し、LGBTも扱う。

## 歴史
2011年に第1回が開催された。新型コロナウイルス感染症の世界的流行により3年間中断されていたが、2023年に再開され、まりかが出席した。
2024年4月5日から7日にかけて開催された第10回台湾アダルト博覧会では、加藤鷹や、現地で「最も美しい議員」として知られる嘉義市議会議員の顏翎熹が出席した。